# Edwards megye (Illinois)
Edwards megye az Amerikai Egyesült Államokban, azon belül Illinois államban található. Megyeszékhelye és legnagyobb városa Albion). Lakosainak száma 6245 fő (2020. április 1.). Edwards megye Richland, White, Wabash és Wayne megyékkel határos.

## Népesség
A megye népességének változása:
| Lakosok száma | 6727 | 6675 | 6724 | 6672 | 6534 | 6245 |
|               | 2010 | 2011 | 2012 | 2013 | 2015 | 2020 |